# Władysław Grabski
Władysław Dominik Grabski (presso Łowicz, 7 luglio 1874 – Varsavia, 1º marzo 1938) è stato un politico, economista e storico polacco.
Egli è stato il principale fautore della riforma monetaria della Seconda Repubblica di Polonia. È stato primo ministro polacco nel 1920 e dal 1923 al 1925. Era il fratello di Stanisław Grabski.